# Disastri energetici
Per disastri energetici si intendono disastri causati dall'estrazione, l'istradamento e l'utilizzo di fonti energetiche, sia per il loro sfruttamento diretto, sia per la produzione di energia elettrica. La loro gravità è direttamente legata agli effetti immediati e a lungo termine su esseri viventi e sull'ambiente, in termini di vittime, feriti, menomazioni e malattie a lungo termine, distruzione di ecosistemi e inquinamento.

## Disastri carboniferi
Il carbone è una delle fonti energetiche con il più elevato costo in termini di perdita di vite umane nel corso della storia. Si contano infatti in circa 6000-7000 le vittime all'anno tra i minatori morti in incidenti o esplosioni in miniere di carbone (di cui 5000 nella sola Cina). Questa cifra inoltre non contiene le morti differite per silicosi imputabili all'attività estrattiva.
- 1906: Courrières (Francia), 1099 morti

Il 10 marzo 1906 si verifica un'esplosione di polveri di carbone nella miniera di Courrières nel nord della Francia; l'evento, noto come catastrofe di Courrières, causa la morte di 1099 minatori, inclusi molti minatori adolescenti e preadolescenti.
- 1907: Monongah (Stati Uniti), 900 morti

Il 6 dicembre 1907 un'esplosione di grisù nella miniera di Monongah in Virginia Occidentale causa la morte di più di 900 minatori.
- 1942: Benxihu Colliery (Cina), 1549 morti

A Benxihu (Honkeiko) Colliery (本溪湖媒礦), una miniera di carbone localizzata a Benxi, Liaoning, Cina, il 26 aprile del 1942 si verificò un'esplosione di gas e polveri di carbone che ha provocato la morte di 1549 minatori, il 34% di tutti quelli presenti nella miniera quel giorno.
- 1952: Londra (Gran Bretagna), 12 000 morti

Durante il Grande smog di Londra (5-9 dicembre 1952), causato da un eccessivo consumo di carbone per riscaldamento, morirono 12 000 persone.
- 1956: Marcinelle (Belgio), 262 morti

Il 9 agosto 1956 un incidente provocò la morte di 262 minatori, la maggior parte dei quali italiani emigrati.

## Disastri gassiferi
- 1984: San Juanico (Messico), 550 morti

Diversi serbatoi di gas liquido esplosero, un enorme serbatoio venne scagliato a oltre un chilometro di distanza. 550 persone morirono sul colpo, 7000 furono ferite, 300 000 abitanti furono evacuati. Nessun rilevamento venne eseguito per misurare l'esposizione della popolazione alle sostanze cancerogene sprigionate nella combustione incontrollata di milioni di metri cubi di gas, insieme a metalli, vernici, ecc. Né alcuna valutazione esiste delle morti differite.
- 1989: Ufa (Russia), 675 morti

A causa di una falla il gasdotto vicino alla Transiberiana, il 4 giugno 1989 al passaggio di due treni esplode radendo al suolo tutti gli alberi per quattro chilometri col bilancio di 675 morti
- 2009: Viareggio (Italia), 32 morti

Il deragliamento di un convoglio ferroviario trasportante gas GPL causa l'esplosione di una delle 14 cisterne. 32 morti e 17 feriti ustionati gravi è il bilancio dell'incidente. Diverse palazzine adiacenti alla stazione di Viareggio crollarono.
- 2010: Middletown (Connecticut), USA, 5 morti

Una centrale elettrica a gas esplode causando 5 morti e 12 feriti. L'onda d'urto fa tremare una città a 15 km di distanza e l'esplosione è avvertita fino a 50 km.

## Disastri idroelettrici
L'idroelettrico è un'energia intrinsecamente pulita e non inquinante per l'ambiente. Fra le rinnovabili è l'unica che ha realmente dimostrato di costituire una seria fonte alternativa, rappresentando oggi il 2,2% di tutte le fonti di energia ben oltre lo 0,4% che riunisce insieme tutte le altre rinnovabili (solare, eolico, geotermico, ecc.). Tuttavia l'idroelettrico non è una fonte sicura e senza rischi. L'idroelettrico richiede infatti la costruzione di bacini artificiali posti ad una certa altezza, e questi racchiudono concentrata in sé un'enorme quantità di energia potenziale idraulica che in caso di rottura della diga si abbatterebbe con furia devastatrice sui paesi a valle. Di fatto disastri idroelettrici più o meno grandi si sono già verificati nel passato, tali da classificare questa fonte di energia come quella con esternalità più pesanti in termini di vite umane dopo il carbone. Il rischio si moltiplica col crescere della dimensione del bacino, come nel caso della diga di Assuan o dei faraonici progetti idroelettrici, come la diga delle tre gole.
- 1923: Gleno (Italia), 500 morti

A seguito di un maltempo perdurante dall'ottobre, il 1º dicembre 1923 crollano le dieci arcate centrali della diga del Gleno. Viene rilasciata un'onda di 6 milioni di metri cubi d'acqua, fango e detriti. Le località di Bueggio e Dezzo furono rase al suolo. Altre località (Angolo, Mazzunno) furono travolte, fino ad arrivare al lago d'Iseo dove una cinquantina di salme furono viste galleggiare nell'acqua torbida. 360 sono le vittime ufficiali del disastro, ma almeno 500 sono quelle reali.
- 1935: Molare (Italia), 111 morti

Dopo una torrida e siccitosa estate, il 13 agosto 1935 un nubifragio si abbatté sulle valli dell'Orba e dello Stura. Nell'arco di 24 ore una precipitazione pari al 30% della media annua andò ad insistere sul lago di Ortiglieto e sulla diga di Molare. Crollò lo sbarramento secondario riversando un fronte d'acqua fangosa largo due chilometri e alto venti metri, della portata di oltre 30 milioni di metri cubi. Diverse località di Ovada (Monteggio, Rebba, Geirino, ...) furono cancellate dalla mappa. Il borgo di Ovada fu il più interessato. L'onda provocò 111 fra morti e dispersi, i corpi di alcuni di questi furono trovati solo anni dopo.
- 1963: Vajont (Italia), 1917 morti

Una frana staccatasi dal monte Toc precipita nel bacino artificiale creato dalla diga del Vajont, provocando un'onda di oltre 200 metri che scavalca la diga e riversa 25 milioni di metri cubi di acqua sui paesi sottostanti, travolgendoli. Longarone viene completamente distrutta. Il bilancio è di 1917 morti.
- 1975: Banqiao (Cina), 171 000 morti

L'8 agosto un'eccezionale alluvione causata da oltre 1000 mm di pioggia riversati dal supertifone Nina, provoca il crollo delle dighe di Shimantan e di Banqiao e in sequenza di altre 60 dighe. Vengono rilasciati in totale oltre 15 miliardi di tonnellate di acqua. La risultante onda larga 10 km e alta 3-7 metri si riversa come uno tsunami sulle pianure a valle ad una velocità di circa 50 km/h spazzando quasi completamente un'area lunga 55 km e larga 15. Il bilancio, secondo il dipartimento idrologico della provincia di Henan, è di 171 000 vittime di cui 26 000 morti a causa dell'inondazione e 145 000 morti nei giorni seguenti a causa di epidemie e carestia. A questo bisogna inoltre aggiungere 11 milioni di sfollati e 5 960 000 edifici crollati.

## Disastri nucleari
Nel corso della storia si sono verificati diversi incidenti nucleari. Di questi solo quelli a partire dal 5º livello della INES comportano il rilascio di radioattività al di fuori dell'impianto e possono quindi essere all'origine di un disastro nucleare. I più gravi (4º livello della INES o maggiore) incidenti nucleari della storia a impianti nucleari civili per la produzione di energia (escludendo quindi quelli a impianti nucleari militari o di medicina nucleare) sono stati:
- 1957: Windscale (Gran Bretagna), 5º livello INES

La combustione lenta della grafite del reattore causò una fuga abbastanza consistente di radioattività dalla ciminiera nell'atmosfera, benché parecchio minore di Černobyl'. Furono prese misure precauzionali di protezione della popolazione intorno alla centrale.
- 1969: Lucens (Svizzera), 4º livello INES

La fusione del reattore in seguito ad un difetto di raffreddamento ha causato una massiccia contaminazione della caverna nella quale era costruito, ma senza alcun rilascio verso la popolazione esterna o lavoratori della centrale.
- 1973: Windscale (Gran Bretagna), 4º livello INES

Ulteriore incidente nucleare a Windscale.
- 1979: Three Mile Island (USA), 5º livello INES

Lo scarico all'esterno di un eccesso di vapore che aveva saturato il circuito primario fu accompagnato dal rilascio nell'ambiente di radioattività costituita da xeno, iodio e trizio. La popolazione della città poco distante (140 000 persone) venne evacuata per precauzione e secondo le stime ufficiali non vi furono conseguenze sanitarie.
- 1980: Saint-Laurent-Nouan (Francia), 4º livello INES

La fusione di un canale del carburante nel reattore non causò tuttavia rilascio di radiazione al di fuori dell'impianto.
- 1986: Černobyl' (Ucraina), 7º livello INES, 65 morti accertati più altri 4000 presunti

L'incidente di Černobyl' (di 7° e più alto livello della scala INES) è il più grave incidente nucleare mai avvenuto ed il peggiore possibile. Comportò la fusione del nocciolo del reattore, l'esplosione (non nucleare) e lo scoperchiamento del reattore, con la fuga in aria di vari materiali radioattivi anche a causa dell'incendio della grafite presente in quel tipo di reattore. Fu provocato da una concomitanza di difetti progettuali e da cause umane, nel corso di un esperimento che escluse manualmente tutti i sistemi di sicurezza eseguito da personale tecnico non qualificato. Gli effetti sono stati 65 morti accertate (di cui 30 immediate, le altre negli anni a venire) a cui si devono però aggiungere 4000 morti presunti nel corso degli anni a venire per tumori e leucemie. A questo bisogna aggiungere 336 000 sfollati ed effetti sulla natura con un vasto inquinamento radioattivo ambientale con l'identificazione di una zona di esclusione.
- 1999: Tokaimura (Giappone), 4º livello INES

Causò sovraesposizioni radiologiche dei lavoratori dell'impianto di fabbricazione di combustibile nucleare in seguito ad un evento critico.
- 2006: Fleurus (Belgio), 4º livello INES

Causò gravi effetti sulla salute di un lavoratore di un impianto radiologico commerciale in seguita a un'elevata dose di radiazioni assorbite. Esistono altri incidenti nucleari, anche di livello INES più gravi del 4°, ma si riferivano a impianti nucleari militari o di medicina nucleare.
- 2011: Fukushima (Giappone), 7º livello INES, 1 morto

Incidente avvenuto in seguito al grave terremoto dell'11 marzo 2011 e del relativo tsunami; la valutazione del livello INES è 7 come proprio il disastro di Černobyl'. L'incidente ha causato la morte di una persona per cancro a seguito dell'esposizione alle radiazioni.

## Disastri petroliferi
Disastri petroliferi sono spesso associati al naufragio di superpetroliere con conseguente sversamento in mare e sulle spiagge di milioni di litri di petrolio, danni incalcolabili all'ambiente, in particolare all'avifauna e ai pesci. Ma dovrebbero inoltre citarsi numerosi incidenti dimenticati che causarono enormi perdite umane.
- 1984: Cubatão (Brasile), 600 morti

L'esplosione di un oleodotto causa la morte di circa 600 persone.
- 1989: Asha Ufa, (Siberia), 585 morti

L'esplosione del GPL fuoriuscito da un oleodotto provoca la morte di 585 vittime, quasi tutti bambini.
- 1991: Livorno, (Italia), 140 morti

Il traghetto Moby Prince e la petroliera Agip Abruzzo, entrano in rotta di collisione nella rada del porto di Livorno. A seguito della fuoriuscita del greggio, scoppia un incendio che invade entrambe le imbarcazioni. Vi furono 140 morti e un solo superstite sul Moby Prince e 30 superstiti sull'Agip Abruzzo.
- 1991: Golfo di Genova, Voltri (Italia), 5 morti

La petroliera Haven viene interessata da varie esplosioni che portano alla morte di 5 persone, all'inabissamento della petroliera e alla dispersione totale di circa 144 000 tonnellate di greggio, che tutt'oggi inquina il Golfo di Genova.
- 1994: Durunka (Egitto), 600 morti

Un fulmine colpisce un deposito di petrolio e lo fa saltare in aria, provocando la morte di quasi 600 persone.
- 1994: Seul (Corea del Sud), 500 morti

L'incendio e la successiva esplosione di diversi serbatoi di carburante causa la morte di 500 persone.
- 1998: Warri (Nigeria), 700 morti

La fuoriuscita di petrolio dall'oleodotto Jesse Oil della Nigerian National Petroleum Corporation, forse causato da un sabotaggio di ladri di petrolio, causa una gigantesca esplosione seguita da un incendio. Il bilancio fu la morte di oltre 700 persone, rappresenta il più grave della dozzina di incidenti simili nel Paese.